# John Badcock
John Charles „Felix“ Badcock (* 17. Januar 1903 in West Ham; † 29. Mai 1976 in Petersfield) war ein britischer Ruderer.

## Leben
John Badcock trat bei den Olympischen Spielen 1928 in Amsterdam mit dem Achter des Thames Rowing Club an. Die Briten erreichten ungeschlagen das Finale, erst dort unterlagen sie dem Boot aus den Vereinigten Staaten. Vier Jahre später ruderten Jack Beresford und John Badcock aus dem Achter von 1928 zusammen mit Hugh Edwards und Rowland George im Vierer ohne Steuermann bei den Olympischen Spielen in Los Angeles. Die Briten gewannen ihren ersten Vorlauf gegen die US-Amerikaner und gegen die Deutschen, beide unterlegenen Boote erreichten aber über den Hoffnungslauf ebenfalls das Finale. Dort gewannen die Briten die Goldmedaille mit fast fünf Sekunden Vorsprung auf die Deutschen und die Italiener.
Badcock stammte aus einer Familie von Bootsbauern und Stauern und kam so zum Rudersport. 1934 heiratete er die Schwimmerin Margaret Cooper, die Söhne David und Felix waren in den 1950er Jahren als Ruderer erfolgreich, erreichten aber im Gegensatz zu ihren Eltern nicht die Olympischen Spiele. 